# Romanisches Haus (Gelnhausen)

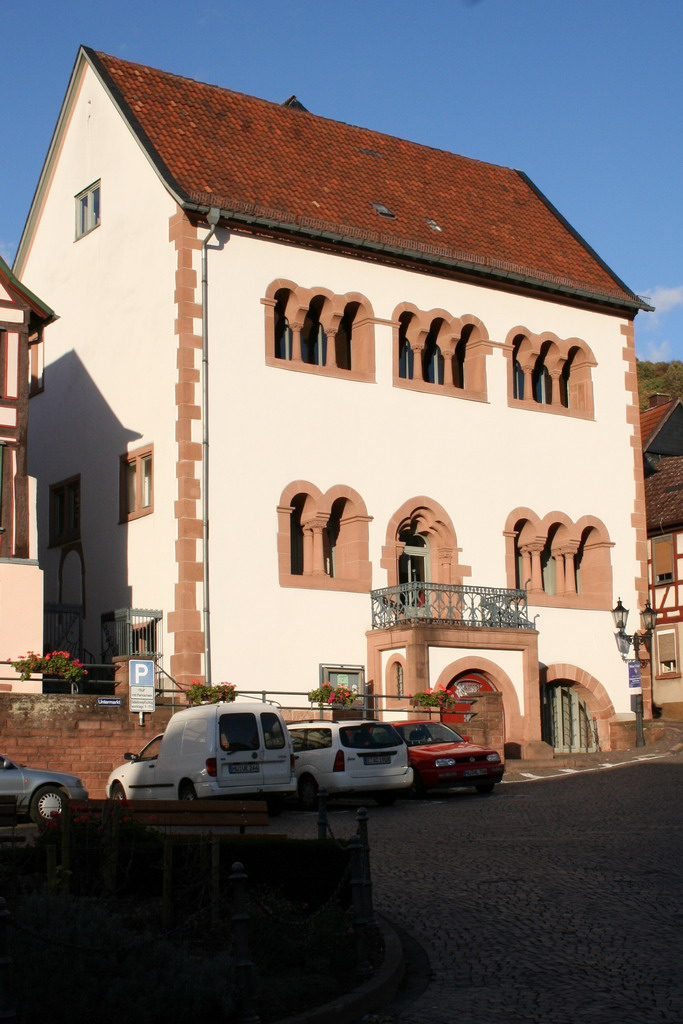
Südseite zum Markt (Zustand 2005)

Das Romanische Haus in Gelnhausen wurde um 1180 erbaut und war der Amtssitz des kaiserlichen Vogtes, des Repräsentanten des Kaisers in der Freien Reichsstadt.

## Baugeschichte
Ungewöhnlich für die damalige Architekturepoche und für einen Profanbau ist, dass das Gebäude vollständig in Stein errichtet wurde. Die Kapitelle ähneln denen der Pfalz. Im 17. Jahrhundert wurde es in Fachwerk umgebaut. Ludwig Bickell entdeckte den hohen historischen Wert des Gebäudes, so dass nach 1882 Restaurierungsmaßnahmen begannen. Die Fachwerk-Ergänzungen wurden entfernt und das Gebäude neuromanisch – und zum Teil verfälschend – „nachgebessert“. So stammt die untere Reihe der die Fassade dominierenden Rundbogenfenster aus dieser Zeit, nicht etwa aus dem Mittelalter. Die Fenster waren dort in spätgotischer Zeit erneuert worden. Die neuromanischen Ergänzungen wurden bei einer Restaurierung 1955 zum Teil wieder entfernt.

Das Gebäude ist eines der wenigen erhaltenen romanischen säkularen Gebäude innerhalb eines mittelalterlichen Stadtkerns. Es ist ein Kulturdenkmal nach dem Hessischen Denkmalschutzgesetz.

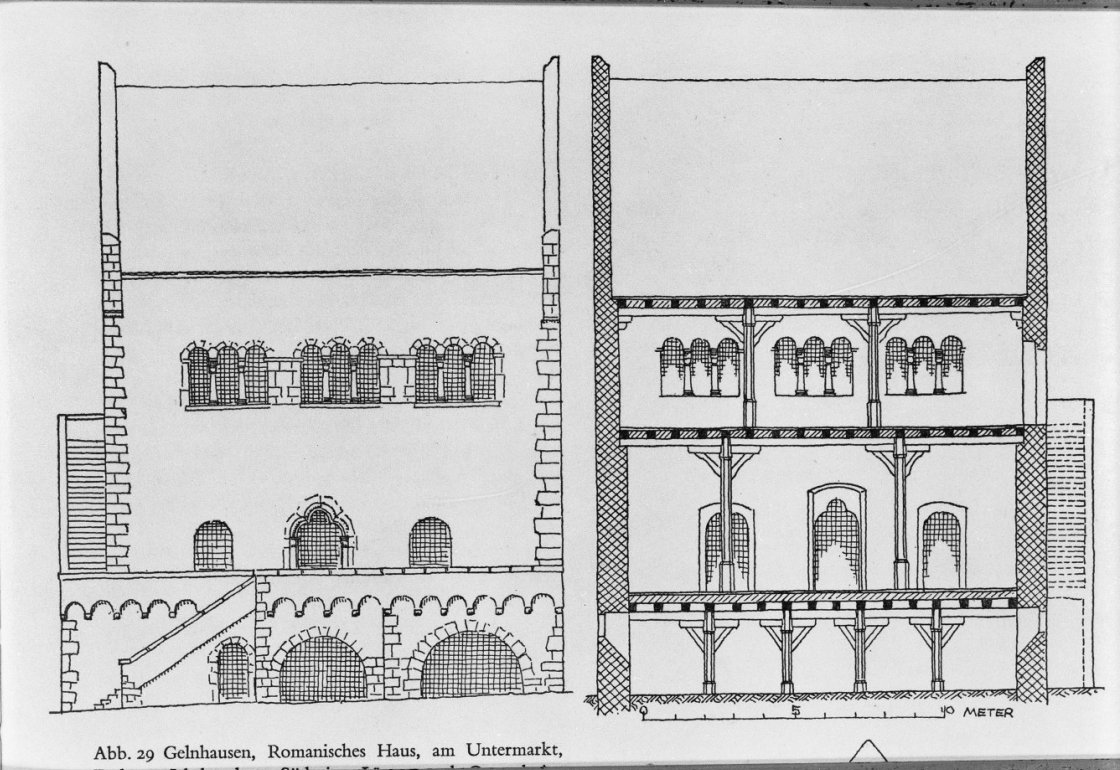
Zustand um 1180 (Rekonstruktion)
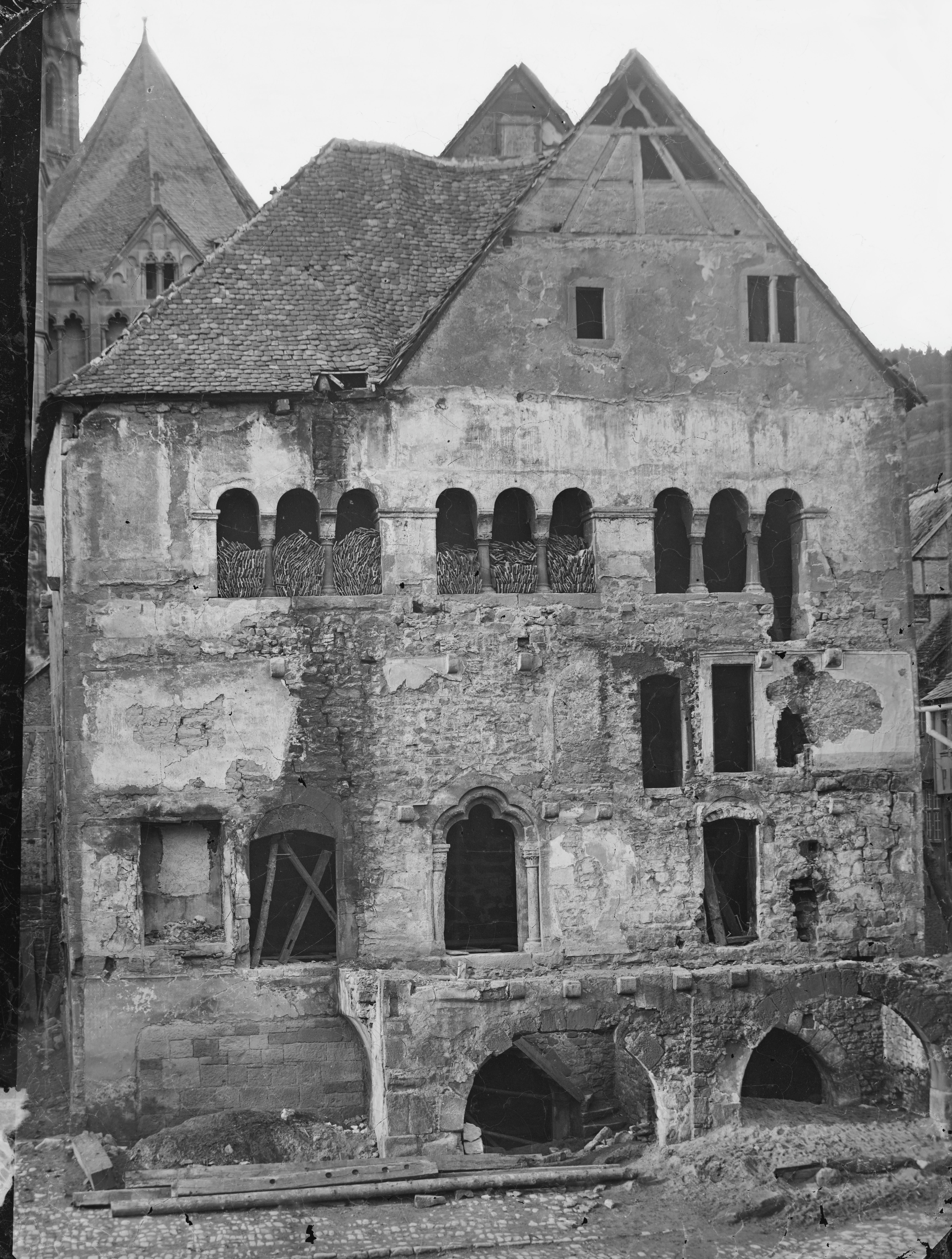
Zustand 1881

## Nutzung
Im ersten Geschoss befindet sich ein Saal mit fünf Metern Deckenhöhe und an dessen Ostwand die Reste eines Kamins. Das Gebäude diente später bis ins 15. Jahrhundert als Rathaus. Heute ist es Gemeindehaus der evangelischen Gemeinde der Marienkirche.